# 頭殿 (小惑星)
頭殿（とうどの、16725 Toudono）は、小惑星帯（メインベルト）に位置する小惑星の一つ。山形県南陽市のアマチュア天文家である大国富丸により発見された。

## 名称
山形県朝日町と白鷹町の境界にある海抜1,203mの頭殿山から命名され、2010年9月の小惑星回報（MPC 72199）で公表された。
白鷹町は発見者の出身地であり、白鷹をはじめとして周辺の地名が多く命名されている。頭殿と同時に命名が公表された小惑星のひとつには、やはり白鷹町西方の山である (16736) とんがり山がある。

## 註
1. ↑  MPC 72199（2010年9月23日）